# 约翰·霍金

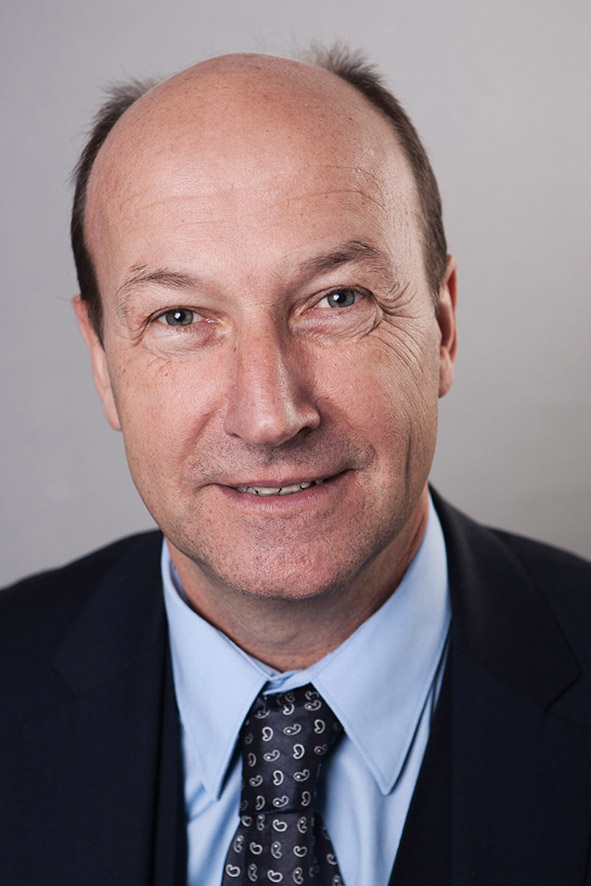
约翰·霍金

约翰·霍金（英文：John Hocking，1957年8月6日—），澳大利亚人，现任联合国助理秘书长，前南斯拉夫问题国际刑事法庭（ICTY）登记官，从2012年1月至2016年12月，同时兼任国际刑事法庭余留机制（UNMICT）登记官。
联合国秘书长潘基文任命霍金先生连任两个任期：第一个任期于2009年5月15日，第二个任期于2013年5月15日，领导前南刑庭的登记部，登记部是法庭的一个中立部门，主要为法官、检方和辩方提供法律、外交和行政方面的支持工作。潘基文先生也于2012年1月18日任命霍金先生担任国际刑事法庭余留机制的第一任登记官，负责该机制的启动工作。
霍金先生于1997年加入前南刑庭，参与法庭首起多被告诉讼案，Celebici案，并担任法律协调官员。随后他担任前南刑庭与卢旺达刑庭上诉庭的资深法律官员。霍金先生自2004年9月起担任前南刑庭副登记官。在从事联合国的相关工作之前，他在国际与国内均从事过法律工作与政策工作，包括在巴黎的经济合作与发展组织（OECD），澳大利亚国家多元文化电视广播电台，特殊广播服务，在伦敦的英国电影协会和澳大利亚电影协会。
在他的早年工作中，霍金先生曾分别担任澳大利亚高等法院法官、澳大利亚高等法院前上诉庭庭长Michael Kirby法官的助理，以及伦敦人权律师Geoffrey Robertson Q.C.的法律助理。
霍金先生取得伦敦律师职业资格（林肯律师学院），并曾担任澳大利亚维多利亚州与新南威尔士州最高法院的律师。霍金先生拥有伦敦政治经济学院法学硕士、悉尼大学法学学士以及莫纳什大学科学学士学位，他曾在哈佛大学肯尼迪政府学院学习。